# Friedrich Podszus
Friedrich Podszus (* 18. Januar 1899 in Königsberg (Preußen) (heute Kaliningrad, Russland); † 9. März 1971 in München) war ein deutscher Lektor, Lyriker und Übersetzer.

## Leben
Nach dem Militärdienst bei der Fliegertruppe des Deutschen Kaiserreichs (1917–1919) studierte Friedrich Podszus in Heidelberg und Marburg und lebte ab 1922 in Berlin. Nach einer Beschäftigung als Erzieher war er 1929–1931 Privatsekretär bei Theodor Däubler und hielt sich 1934/35 in der Schweiz auf. Ab 1940 Soldat in der Wehrmacht, geriet er in amerikanische Gefangenschaft.
Friedrich Podszus war als Literaturkritiker, Erzähler, Lyriker, Essayist, Herausgeber und Übersetzer aus dem Englischen aktiv. 1950–1956 war er Leitender Lektor im Suhrkamp Verlag in Frankfurt/Main, für den er zusammen mit Theodor W. und Gretel Adorno 1955 erstmalig in Deutschland gesammelte Schriften von Walter Benjamin herausgab.
1958 siedelte er nach München über, in Begleitung von Annemarie Suhrkamp, mit der er Truman Capotes Glasharfe übersetzt hatte, und für die er eine Wohnung in der Schwabinger Ohmstraße besorgte. 1959 starb die Schwerkranke und Podszus zog als einer ihrer Erben in diese Wohnung ein, die „Ohmhöhle“, wie er sie nannte. In dieser Zeit pflegte er enge Beziehungen mit Heimito von Doderer (damals Lektor im Biederstein Verlag) und Georg und Ingeborg Britting. 1965 betreute er die Herausgabe von Georg Brittings nachgelassenen Gedichten.

„Podszus war, in den zwanziger Jahren, mit Walter Benjamin befreundet, als dieser noch nicht Mode gewesen ist; und er war, in den frühen fünfziger Jahren, mit Adorno befreundet, als auch Adorno noch nicht wirklich »Mode« war. Podszus ist Verlagslektor gewesen, hat dem Suhrkamp Verlag in schweren Zeiten geholfen, hat – als Person – ein Beispiel für die humanisierende Wirkung von Kultur gegeben und geboten. […] Für Podszus war »Bildung« nichts Totes, kein Ballast, der ihn beschwert hätte. Er wußte gern, ungeheuer viel und leicht. Er ließ sich mit Vergnügen ausfragen und ausnutzen (im »kleinen Podszus nachschlagen« nannte man das sanft schadenfroh und liebevoll unter seinen Freunden). Daß er sich unter Büchern und Buchmachern auskannte: nun gut […]. Aber Podszus wußte mehr, wußte sozusagen »alles«: auch wie man Krebse um 1800 zubereitete, auch welche Verben bei Melanchton am häufigsten sind, auch wo die meisten Menschen zu mogeln beginnen, sogar die Ehrlichen.“

In der Anthologie »Beständig ist das leicht Verletzliche« ist Friedrich Podszus mit vier Gedichten vertreten
- Les Adieux (1941)[4]
- Angelus Novus. Für Walter Benjamin (ohne Jahr)[4]
- Günther Ramin spielt Bach (ohne Jahr)[4]
- Ausflug der Vogelscheuchen (um 1945)[5]

## Werke von Friedrich Podszus

### Sechs Zeilen von Friedrich Podszus
Aus: Günther Ramin spielt Bach
Nicht viel geschieht: zwei Hände auf den Tasten,

sie klopfen an, und du wirfst ab die Lasten.

Durchs Nadelöhr der Fuge, durch die enge Pforte,

geht deine Seele, die im Lärm verdorrte,

zur wahren Welt ein; von Fortunens Rade

das Kreischen schweigt: Der Tod tanzt mit der Gnade.

### Lyrik
- Der Freund der Erde. Alber, München 1946.
- Wasser-Musik. 1952
- Wolfgang Weyrauch (Hrsg.): Die Pflugschar. Sammlung neuer deutscher Dichtung. Aufbau-Verlag, Berlin 1947.
- Wulf Kirsten (Hrsg.): »Beständig ist das leicht Verletzliche«. Gedichte in deutscher Sprache von Nietzsche bis Celan. Ammann Verlag, Zürich 2010, ISBN 978-3-250-10535-0, S. 759 und 1028.

### Prosa
- Kinderszenen. Alber, München 1947.

## Friedrich Podszus als Übersetzer und Herausgeber
- Nathaniel Hawthorne: Der scharlachrote Buchstabe. 1946
- (mit Paul Gert von Beckerath): George Barker: Der Dorn im Fleisch. Aufzeichnungen des G. B. Suhrkamp, Frankfurt/Main, 1951.
- (mit Annemarie Seidel): Truman Capote: Die Grasharfe.
  - Suhrkamp, Frankfurt 1952 ff. (auch als Bibliothek Suhrkamp, Band 62, 1960 ff., und suhrkamp taschenbuch)
    - Diese Übersetzung fand auch Verwendung bei der gleichnamigen Hörspielbearbeitung des NWDR aus dem Jahr 1953 (Bearbeitung: Friedrich Forster; Regie: Fritz Schröder-Jahn).

  - Kein & Aber, 2006.
- (mit anderen): T. S. Eliot: Old Possums Katzenbuch. Suhrkamp, Frankfurt 1952. (Bibliothek Suhrkamp, Band 10).
- (mit Theodor W. Adorno und Gretel Adorno): Walter Benjamin: Schriften, 2 Bände. Suhrkamp, Frankfurt/Main 1955
- (mit Ingeborg Britting): Georg Britting: Der unverstörte Kalender. Nachgelassene Gedichte. Nymphenburger Verlagshandlung, München, 1965.